# ベッドフォード・ヒルズ駅
ベッドフォード・ヒルズ駅（Bedford Hills）は、ニューヨーク州ウエストチェスター郡ベッドフォード・ヒルズにあるメトロノース鉄道の駅。

## 概要
メトロノース鉄道のハーレム線の駅である。この駅からニューヨーク州にあるグランド・セントラル駅に行ける。

## 利用可能な鉄道路線／列車
メトロノース鉄道：
■ハーレム線

## 駅構造
1面2線（島式）のホームを持つ地上駅である。
| のりば | 路線        | 方向 | 行先                          | 備考 |
| ------ | ----------- | ---- | ----------------------------- | ---- |
| 1      | ■ハーレム線 | 下り | サウスイースト / ワセイク方面 |      |
| 2      | ■ハーレム線 | 上り | グランド・セントラル方面      |      |

## 隣の駅
メトロノース鉄道
■ハーレム線
マウント・キスコ - ベッドフォード・ヒルズ - カトナ